# Alois Lutz
Alois Lutz (ur. ok. 1898, zm. ok. 1918) – austriacki łyżwiarz figurowy. Był twórcą jednego z podstawowych skoków łyżwiarskich wykonywanych w dyscyplinie łyżwiarstwa figurowego. Wykonał go po raz pierwszy prawdopodobnie w roku 1913. Skok lutz nazwany na jego cześć, jest skokiem kopanym wykonywanym z najazdu tyłem na krawędzi zewnętrznej i lądowanym tyłem na krawędzi zewnętrznej nogi przeciwnej od tej z której dokonano najazdu.
Z powodu braku potwierdzonych informacji o życiu czy osiągnięciach Aloisa Lutza został on jedną z najbardziej tajemniczych postaci łyżwiarstwa figurowego. Wiadomo jedynie, że występował w Wiedniu i umarł bardzo młodo mając ok. 20 lat.